# Hot House Entertainment
Hot House Entertainment (Hot House) ist ein US-amerikanisches Unternehmen mit Firmensitz in San Francisco, welches auf Pornofilme für ein schwules Publikum spezialisiert ist. Das Unternehmen wurde 1993 von Steven Scarborough gegründet. Scarborough wurde 2002 mit der Aufnahme in die GayVN Hall Of Fame geehrt. Sister Roma ist der gegenwärtige leitende Regisseur  für Hot House. Weitere bekannte Regisseure sind Michael Clift, David Lamm, Chris Ward und Wolfgang Bang.
Hot House vermarktet vier Videomarken sowie eine Serie von online Angeboten: Hot House Video, Club Inferno Video, Plain Wrapped Video, Pack Attack Video.

## Auszeichnungen und Preise
- 1996: Gay Erotic Video Award  Best Special Interest Video - Call To Arms
- 1999: „Grabby“ Award  Best Fetish Video - Batter Up!
- 2001: Free Speech Coalition - Lifetime Achievement Award - Steven Scarborough
- 2002: GayVN Award  Hall of Fame Inductee - Steven Scarborough
- 2004: GayVN Award  Best Speciality Tape - Mo' Bubble Butt
- 2004: GayVN Award  Best Leather Video - Skuff II
- 2004: „Grabby“ Award  Hall of Fame Inductee - Steven Scarborough
- 2005: „Grabby“ Award  Best Classic Release - The Road To Hopeful
- 2005: „Grabby“ Award  Best Duo Sex Scene - Tag Adams and Aiden Shaw in Perfect Fit
- 2006: GayVN Award  Best Leather Video - The Missing
- 2006: „Grabby“ Award  Best Fetish Video - Twisted
- 2006: „Grabby“ Award  Best Leather Video - The Missing
- 2006: „Grabby“ Award  Hottest Cum Scene - Marco Paris in The Missing
- 2006: Maleflixxx Gold VOD Award  Top 10 VOD - Justice
- 2006: Maleflixxx Gold VOD Award  Top 10 VOD - Trunks 2
- 2007: GayVN Award  Best Leather Video - Black -N- Blue
- 2007: GayVN Award  Best All-Sex Video - Black -N- Blue
- 2007: GayVN Award  Best Oral Scene - Ty Hudson and Shane Rollins in Justice
- 2007: „Grabby“ Award  Best Director - Steven Scarborough for Justice
- 2007: „Grabby“ Award  Best Video - Justice
- 2007: „Grabby“ Award  Best Actor - Shane Rollins in Justice
- 2007: „Grabby“ Award  Best Leather Video - Black -N- Blue
- 2007: „Grabby“ Award  Best Solo Sex Scene - Kent North in At Your Service
- 2007: „Grabby“ Award  Best Duo Sex Scene - Shane Rollins and Trevor Knight in Justice
- 2007: „Grabby“ Award  Best Versatile Performer - Hot House Exclusive Francesco D’Macho
- 2007: „Grabby“ Award  Maleflixxx People’s Choice Award - Justice